# Xã Homer, Quận Day, South Dakota
Xã Homer (tiếng Anh: Homer Township) là một xã thuộc quận Day, tiểu bang Nam Dakota, Hoa Kỳ. Năm 2010, dân số của xã này là 39 người.